# Anna Sipkema
Anna Sipkema (* 6. September 1877 in Leens; † 30. Juni 1933 in Amsterdam) war eine niederländische Grafikdesignerin und Weberin.

## Leben und Werk

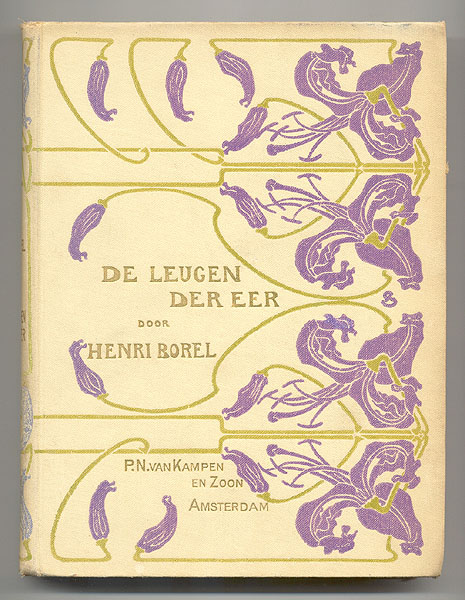
Bucheinband von 1903

Anna Sipkema wurde am 6. September 1877 in Leens geboren. Ihr Vater war ein Mennonitischer Pfarrer. Bereits in der Schule zeigte sie ein großes Talent für das Zeichnen und als sie 17 Jahre alt war, wurde sie 1894 zur Ausbildung an der Rijksnormaalschool voor Teekenonderwijzers in Amsterdam aufgenommen. Ihre Ausbildung schloss sie 1897 mit einem Diplom im Handzeichnen ab; 1903 erlangte sie ihr M1-Zertifikat im Zeichnen, welches sie benötigte, um als Zeichenlehrerin arbeiten zu dürfen. Ein Jahr später bekam sie eine Anstellung an der Dagteeken- en Kunstambachtsschool voor Meisjes in Amsterdam. Zudem arbeitete sie als Kunstgewerbekünstlerin und Grafikdesignerin. Sie fertigt Bucheinbände, Kalender, Buchillustrationen, Batiken, Holzschnitte und Dekore für Keramik. 1905 wurde sie potenzielles Mitglied und ab 1907 Vollmitglied der Niederländischen Vereinigung für Handwerk und Industriekunst.
Sie entwarf die Blumen- und Blattkalender für den Verlag C.A.J. van Dishoeck in Bussum, dabei kümmerte sie sich um die Gestaltung und die Lithografie der Kalenderblätter. Ihre Jugendstil-Designs fanden dabei großen Anklang. Ihr bekanntestes Werk sind die Bucheinbände, die sie zwischen 1901 und 1911 für Verlage wie H.C.A. entwarf. Ihre Einbände zieren die Ausgaben bekannter Schriftsteller, wie Henri Borel, Carmen Sylva, Anna de Savornin Lohman und Stijn Streuvels. Daneben gestaltete sie die Buchdeckel christlicher Literatur. Viele Einbanddesigns wurden von Verlagen für andere Titel wiederverwendet.
Als nach 1910 der Jugendstil nicht mehr gefragt war, beendete sie ihre Tätigkeit als Buchgestalterin. Sie begann 1908 mit der Handweberei und wurde 1912 Mitglied des Vereins für niederländische Handwebkunst. Zudem gab sie Webunterricht an der Zeichen- und Handwerksschule für Mädchen, die 1924 in das Institut für Kunstgewerbepädagogik eingegliedert wurde. Ihre Handwebstühle aus den 1920er Jahren sind im Bauhaus-Stil mit geometrischen Mustern gestaltet.
Über Anna Sipkemas Privatleben ist wenig bekannt. Sie war eine bescheidene und unabhängige Frau, die ein eher zurückgezogenes Leben führte, das sich ganz der Kunst und ihrer Lehre widmete. Sie heiratete nicht und arbeitete bis zu ihrem Tod im Jahr 1933 als Lehrerin an der Küstenindustrieschule.
Anna Sipkema starb am 30. Juni 1933 in Amsterdam.